# 1. Marine-Infanterie-Division (Wehrmacht)
Die 1. Marine-Infanterie-Division war ein Großverband der Kriegsmarine der deutschen Wehrmacht im Zweiten Weltkrieg.

## Divisionsgeschichte

### Aufstellung
Die 1. Marine-Infanterie-Division wurde Anfang Februar 1945 in Angermünde durch Umbenennung der bereits im Oktober 1944 in Varel/Oldb. zum Schutz der Nordseeküste aufgestellten Marine-Schützen-Brigade Nord gebildet, welche dem Kommandierenden Admiral Deutsche Bucht unterstand. Hierfür wurden die Marine-Schützen-Regimenter 1, 2 und 4 herangezogen, da das 3. Regiment im Weichsel-Nogat-Raum an der Ostfront im Einsatz war. Die Entwicklung zu einer Kampfdivision nach dem Vorbild einer Volksgrenadier-Division des Heeres geschah auf Betreiben Himmlers als Oberbefehlshaber der Heeresgruppe Weichsel, im engen Zusammenwirken mit Großadmiral Dönitz, dem Oberbefehlshaber der Kriegsmarine. Es war ein Prozess, der sich über die ersten beiden Einsatzphasen in den Monaten Februar und März hinzog. Noch während der ersten Einsatzphase an der Oder zwischen Schwedt und Zehden wurde das Marine-Schützen-Bataillon 307 zum Marine-Pionier-Bataillon 1 umgebildet und umbenannt, das Marine-Schützen-Bataillon 308 zum Marine-Füsilier-Bataillon 1, und der Division wurde eine Sanitätskompanie unterstellt. Konteradmiral Hans Hartmann, der sich gegen die Umbildung der Division aussprach, wurde durch Generalmajor Wilhelm Bleckwenn, einen Heeresoffizier mit Ostfronterfahrung, ersetzt. Von Ende Februar an wurden alle Regiments- und Bataillonskommandeure aus den Reihen der Marine von Heeresoffizieren abgelöst. Anfang März begann die Aufstellung einer Panzerjäger-Abteilung, eines Feldersatz-Bataillons, eines Artillerie-Regiments, einer Nachrichten-Abteilung und eines Versorgungs-Regiments. Erst im Verlauf der zweiten Einsatzphase im Oder-Brückenkopf Greifenhagen – Altdamm erhielt die Division auf Befehl Hitlers die offizielle Bezeichnung „Marine-Infanterie-Division“. Die inoffizielle Bezeichnung „Marine-Schützen-Division“ hielt sich aber in der Truppe noch sehr lange und wurde auch von höheren Stäben verwendet. Nach schweren Verlusten wurde die Truppe ab Mitte März auf dem westlichen Oderufer südlich Stettin wieder aufgefrischt und neu organisiert. Erst jetzt wurden die drei Marine-Schützen-Regimenter umbenannt in die Marine-Infanterie-Regimenter 1, 2 und 4, jedes mit einem I. und II. Bataillon, sowie einer 13. und 14. Kompanie.

### Einsatz
Die Division war zunächst dem Oder-Armeekorps unterstellt, das unmittelbar unter dem Befehl der Heeresgruppe Weichsel stand; im März zunächst dem Stellv. Generalkommando II. Armeekorps, danach dem XXXIX. Panzerkorps und schließlich dem III. (germ.) SS-Panzerkorps. Während der ersten Einsatzphase im Februar verharrte die Division in Verteidigungspositionen am Westufer der Oder und in einem Brückenkopf bei Niederwutzen. Kompaniestarke Außenposten der Regimenter 1 und 2 auf dem Ostufer in Raduhn, Peetzig und Bellinchen mussten nach Angriffen überlegener sowjetischer Truppen überhastet geräumt werden. Das Regiment 4 verteidigte mit Erfolg Ortsstützpunkte in Altcüstrinchen und Niederwutzen, unterstützt von Sturmgeschützen der Sturmartillerie-Brigade 210. Dieser Teil des Einsatzes wurde dokumentiert durch einen Kurzfilm des Marine-Kriegsberichters Gerhard Garms.
Anfang März wurde die Division regimentsweise in den Raum südöstlich von Stettin verschoben, um Lücken in der zerbröckelnden Front der 3. Panzerarmee zu schließen und den südlichen Abschnitt des Oder-Brückenkopfes Greifenhagen – Altdamm zu übernehmen. Das verstärkte Regiment 1 verteidigte mit fünf Bataillonen sechs Tage lang die Zugänge zur Buchheide südlich der Stettiner Autobahn, mit einem Bataillon im Raum Sinzlow – Kortenhagen, mit einem verstärkten Bataillon bei Sobieradz|Woltersdorf und mit einem verstärkten Bataillon im Raum Neuhaus – Garden (Gardno). In einer Rückraumstellung zwischen Garden und Binow waren das Bataillon 304 und Teile des Bataillons 314 eingesetzt. Am 8. März war der größte Teil aufgerieben; Reste des Regiments 1 kämpften sich über Klebow in Richtung Autobahn zurück.
Das Regiment 2 wehrte mit Teilen von drei Bataillonen eine Woche lang zahlreiche sowjetische Angriffe gegen die Oderbrücke in Greifenhagen ab. Das Bataillon 303 wurde südlich dieser Kreisstadt völlig aufgerieben, die beiden anderen Bataillone hatten schwere Verluste. Bald nach Sprengung der Oderbrücke entkamen die verbliebenen Reste samt Divisionsstab im letzten Augenblick der Einschließung, indem sie sich nach Norden absetzten und den Durchbruch auf die eigenen Linien erzwangen. Teile des Regiments 2 und Reste des Regiments 1 wurden danach bei letztlich erfolglosen Gegenangriffen des XXXIX. Panzerkorps infanteristisch eingesetzt und weiter geschwächt. Vom Regiment 4 kam nur das Bataillon 310 noch kurz zum Einsatz.
Am 17. März wurde die Division aus der Brückenkopffront herausgezogen und auf das Westufer der Oder verlegt. Im Auffrischungsraum südwestlich von Stettin begann die Neuaufstellung der Division.
Anfang April wurde sie an den Südflügel der 3. Panzerarmee südwestlich von Schwedt bis nach Oderberg verlegt und dem XXXXVI. Panzerkorps unterstellt. Erst nach und nach wurden die Personalverluste ersetzt, jedoch nur teilweise und weit überwiegend durch junge, unerfahrene Offiziere und Offiziersanwärter. Als Mitte April die sowjetische Großoffensive gegen Berlin begann, kam es beim südlichen Flügelbataillon an der Nahtstelle zur 9. Armee im Raum Hohensaaten zu verlustreichen Abwehrkämpfen.
Nach dem Durchbruch der 1. Weißrussischen Front an den Seelower Höhen und dem gelungenen Übergang der 2. Weißrussischen Front über die untere Oder wurde am 22. April die Verschiebung der Division nach Norden befohlen, um mit dem 1. Regiment eine Frontlücke im Abschnitt der „Kampfgruppe Wellmann“ zwischen Tantow und Gartz zu schließen und sich mit den übrigen Teilen dahinter bereitzustellen. Das Vorhaben misslang völlig. Aus Mangel an Transportraum und wegen der feindlichen Luftbedrohung zog sich die Truppenverlegung endlos lange hin. Das verstärkte Regiment 1 traf nur kleckerweise im Einsatzraum ein, und der Einsatz selbst verlief völlig unkoordiniert, so dass Kompanien und Bataillone ohne Unterstützung durch schwere Waffen antraten, ihre Linien durchbrochen, eingekesselt und zerschlagen wurden. Zwar gelang es, den Eckpfeiler Kasekow eineinhalb Tage lang zu halten, doch ein vorgesehener Entlastungsangriff von drei Bataillonen musste schon in der Bereitstellung abgebrochen werden. Die noch kampffähigen Teile setzten sich hinter die Randow in die Wotanstellung und in eine Brückenkopfstellung an der Autobahn ab. Unter dem überlegenen Angriffsdruck des Gegners mussten die Regimenter 2 und 4 am Abend des 26. April ihre Stellungen zwischen Lützlow, Wollin und Schmölln räumen. Später ging auch die dahinter liegende Auffangstellung verloren, und die Reste mehrerer Bataillone wichen nach Westen auf die Ueckerlinie aus. Während gegen Mitternacht ein sowjetischer Panzerverband auf Prenzlau vorstieß, versuchten Einheiten der Marinedivision und der Waffen-SS bei Seehausen noch einmal, geordneten Widerstand zu leisten. Dem Gegner gelang beiderseits von Prenzlau der Durchbruch durch die Ueckerlinie, und es begann ein ungeordneter Rückzug. Das sich auflösende XXXXVI. Panzerkorps wurde in eine Auffangstellung zwischen den Feldberger Seen befohlen.
Mittlerweile waren im Gebiet zwischen Neustrelitz und der „Feldbergstellung“ einige Alarmeinheiten der Marine eingetroffen, das letzte Aufgebot des Großadmirals Dönitz. Im Wesentlichen bestehend aus einem Flottenflak-Regiment, einer Panzerjagd-Brigade Marine, zwei Marine-Schützen-Bataillonen sowie dem Marine-Infanterie-Ersatz-und-Ausbildungs-Bataillon 1 und dem Marine-Ersatz-und-Ausbildungs-Bataillon 3, vergrößerten sie letztlich nur das Chaos des Rückzugs in Mecklenburg und erhöhten die Zahl der sinnlos geopferten Marinesoldaten.
Nachdem der Kommandeur sich am 2./3. Mai in der Nähe von Schwerin in die Gefangenschaft der Briten begeben hatte, löste sich die 1. Marine-Infanterie-Division stillschweigend und formlos auf.

## Kommandeure
| Dienstzeit                      | Dienstgrad    | Name              |
| ------------------------------- | ------------- | ----------------- |
| 31. Januar bis 28. Februar 1945 | Konteradmiral | Hans Hartmann     |
| 28. Februar bis 4. Mai 1945     | Generalmajor  | Wilhelm Bleckwenn |

## Gliederung
| Am 1. Februar 1945:            |                                                                                                  |
| Marine-Schützen-Regiment 1     | Marine-Schützen-Bataillone 301, 302, 303, 304; Kdr.: Kapitän zur See Axel von Bleßingh           |
| Marine-Schützen-Regiment 2     | Marine-Schützen-Bataillone 305, 306, 307, 308; Kdr.: Kapitän zur See (Ing.) Fritz Nötzold        |
| Marine-Schützen-Regiment 3     | Marine-Schützen-Bataillone 309, 311, 312, 315; Kdr.: Kapitän zur See Wilhelm Herwegh             |
| Marine-Schützen-Regiment 4     | Marine-Schützen-Bataillone 310, 313, 314, 316; Kdr.: Kapitän zur See Gert Hasse                  |
| Ab 22. März 1945:              |                                                                                                  |
| Marine-Infanterie-Regiment 1   | 2 Marine-Infanterie-Bataillone, 13./- und 14. Kompanie; Kdr.: Major NN                           |
| Marine-Infanterie-Regiment 2   | 2 Marine-Infanterie-Bataillone, 13./- und 14. Kompanie; Kdr.: Oberstleutnant Diethelm Mannschatz |
| Marine-Infanterie-Regiment 4   | 2 Marine-Infanterie-Bataillone, 13./- und 14. Kompanie; Kdr.: Major Christian Weiß               |
| Marine-Füsilier-Bataillon 1    | ab Mitte Februar 1945; 4 Kompanien                                                               |
| Marine-Feldersatz-Bataillon 1  | 6 Kompanien                                                                                      |
| Marine-Panzerjäger-Abteilung 1 | 3 Kompanien                                                                                      |
| Marine-Pionier-Bataillon 1     | ab Mitte Februar 1945; 4 Kompanien                                                               |
| Marine-Nachrichten-Abteilung 1 | ab März 1945; 4 Kompanien                                                                        |
| Marine-Versorgungs-Regiment 1  | ab März 1945                                                                                     |